# 발도대 (군가)
〈발도대〉(抜刀隊)는 일본의 군가이다.
서남전쟁에서 화력이 우세하던 정부군에 대항하여 사이고군 측에서는 일본도로써 돌격공격을 다용하여 여러 번 백병전이 발생했다. 정부군은 진대병이 대다수를 점하고 있었으므로 주로 징병된 평민으로 구성되어 있던 탓에 이들에게 임시방편으로 가르친 총검술로는 사쓰군병의 시현류에 대항하는 것이 곤란했다. 이에 사족출신자가 많았던 경시대 가운데, 특히 검술에 빼어난 자를 선발하여 발도대를 임시편성하여 다바루자카 전투 등에 투입, 효과를 거두었다. 군가 〈발도대〉는 이 발도대의 활약을 노래한 것이다.
도야마 마사카즈의 가사에 프랑스인 초빙외국인 샤를 르루가 곡을 붙인 것으로 로쿠메이칸에서 열린 대일본음악회연주회에서 1885년(메이지 18년) 발표되었다. 극초기의 일본군가이자 본격적 서양음악이었으므로 이후 다양한 노래에 영향을 미쳤다. 또한 완성도가 높고 민간에서도 폭넓게 애창되었기에 서양 멜로디에 의한 일본의 최초 유행가라고도 할 수 있다. 본곡은 전조를 다용하고 있었으므로 당시의 일본인의 감각으로서는 제법 노래하기 힘든 것이었다. 서양음악이 드물었던 당시 소학교 초등과 음악으로서 사용되기도 했다.
뒷날 병부성의 위촉에 의해 행진곡으로 편곡되어 병부성이 육군성과 해군성으로 개편된 후로는 제국육군의 행진곡으로서 제정되었다(육군성 제정 행진곡). 현재도 육상자위대, 그리고 발도대와 연관깊은 경시청 및 각 도부현경이 사용하고 있다. 일반적으로 〈육군분열행진곡〉으로 호칭되지만 이 호칭은 작곡 때부터 쓰여온 곡명은 아니다.
본곡을 사용한 행진곡에는 전반부는 그대로 두고 후반을 기병이 관병식에서 행하는 갤럽(이 부분의 선율은 발도대와 무관계하다)에 맞게끔 편곡한 〈관병식행진곡〉이 있다.

## 가사
| 원문 | 한국어 번역 |
| --- | --- |
| 我は官軍我敵は 天地容れざる朝敵ぞ 敵の大將たる者は 古今無雙の英雄で 之に從ふ兵は 共に慓悍决死の士 鬼神に恥ぬ勇あるも 天の許さぬ叛逆を 起しゝ者は昔より 榮えし例あらざるぞ 敵の亡ぶる夫迄は 進めや進め諸共に 玉ちる劔拔き連れて 死ぬる覺悟で進むべし                               | 우리는 관군 우리의 적은 천지가 용납 못할 조적이다 적의 대장되는 자는 고금무쌍의 영웅으로 그에 따르는 병사는 모두 표한한 결사의 무사 귀신에 못지않게 용감하단들 하늘이 용서 않는 반역을 일으킨 자는 옛날부터 번영한 예가 없느니라 적이 멸망할 그때까지 진격하라 진격하라 모두 다함께 번쩍이는 칼을 빼어들고 죽을 각오로 진격하라                       |
| 皇國の風と武士の 其身を護る靈の 維新このかた廢れたる 日本刀の今更に 又世に出づる身の譽 敵も身方も諸共に 刃の下に死ぬべきぞ 大和魂ある者の 死ぬべき時は今なるぞ 人に後れて恥かくな 敵の亡ぶる夫迄は 進めや進め諸共に 玉ちる劔拔き連れて 死ぬる覺悟で進むべし                       | 황국의 풍과 무사의 그 몸을 지키는 얼임에도 유신 이래 쓸모없게 된 일본도가 지금에 와서 명예로이 다시금 빛을 보았다 적도 아군도 모두 다함께 칼날 아래 스러질 운명일지니 야마토다마시 있는 자라면 죽을 때는 지금이니라 수치스럽게 뒤처지지 말아라 적이 멸망할 그때까지 진격하라 진격하라 모두 다함께 번쩍이는 칼을 빼어들고 죽을 각오로 진격하라         |
| 前を望めば劔なり 右も左りも皆劔 劔の山に登らんは 未來の事と聞きつるに 此世に於て目のあたり 劔の山に登るのも 我身のなせる罪業を 滅す爲にあらずして 賊を征伐するが爲 劔の山もなんのその 敵の亡ぶる夫迄は 進めや進め諸共に 玉ちる劔拔き連れて 死ぬる覺悟で進むべし                   | 앞을 바라보면 검이요 우도 좌도 온통 검이라 칼의 산에 오르는 것은 미래의 일이라 들었건만 이승에서 당하고 보니 칼의 산에 오르는 것도 이내 몸이 이룬 죄업을 없애기 위함이 아니요 적을 정벌하기 위함이라 칼의 산이 무슨 대수랴 적이 멸망할 그때까지 진격하라 진격하라 모두 다함께 번쩍이는 칼을 빼어들고 죽을 각오로 진격하라                             |
| 劔の光ひらめくは 雲間に見ゆる稻妻か 四方に打出す砲聲は 天に轟く雷か 敵の刃に伏す者や 丸に碎けて玉の緒の 絶えて墓なく失する身の 屍は積みて山をなし 其血は流れて川をなす 死地に入るのも君が爲 敵の亡ぶる夫迄は 進めや進め諸共に 玉ちる劔拔き連れて 死ぬる覺悟で進むべし             | 검광의 번쩍임은 구름 새로 보이는 번개인가 사방으로 쏘아진 포성은 하늘에 울리는 천둥인가 적의 칼에 고꾸라진 자와 탄환에 깨어진 목숨의 스러져 무덤없이 잃은 몸의 주검은 쌓여 산을 이루고 그 피는 흘러 강을 이루니 사지에 들어감도 임금을 위해 적이 멸망할 그때까지 진격하라 진격하라 모두 다함께 번쩍이는 칼을 빼어들고 죽을 각오로 진격하라            |
| 彈丸雨飛の間にも 二つなき身を惜まずに 進む我身は野嵐に 吹かれて消ゆる白露の 墓なき最期とぐるとも 忠義の爲に死ぬる身の 死て甲斐あるものならば 死ぬるも更に怨なし 我と思はん人たちは 一歩も後へ引くなかれ 敵の亡ぶる夫迄は 進めや進め諸共に 玉ちる劔拔き連れて 死ぬる覺悟で進むべし | 탄환이 빗발치는 와중에도 둘도 없는 몸을 보살핌없이 나아가는 이내 몸은 들폭풍에 스러질 백로인 양 무덤없는 최후를 맞이할망정 충의를 위해 죽을 몸의 죽음으로써 보람있게 된다면야 죽어도 일절 원한없이 자신이라 생각한 사람이라면 한걸음도 물러나지 말거라 적이 멸망할 그때까지 진격하라 진격하라 모두 다함께 번쩍이는 칼을 빼어들고 죽을 각오로 진격하라 |
| 我今茲に死ん身は 君の爲なり國の爲 捨つべきものは命なり 假令ひ屍は朽ちぬとも 忠義の爲に捨る身の 名は芳しく後の世に 永く傳へて殘るらん 武士と生れた甲斐もなく 義もなき犬と云はるゝな 卑怯者となそしられそ 敵の亡ぶる夫迄は 進めや進め諸共に 玉ちる劔拔き連れて 死ぬる覺悟で進むべし | 지금 여기서 죽을 이내 몸은 임금을 위함이요 나라를 위함이라 버릴 것은 목숨이요 설령 주검이야 썩을지언정 충의를 위해 버린 몸의 이름은 명예로이 후세에 영원히 전해져 남으리라 무사로 나서 보람도 없이 의도 없는 개처럼 여겨질쏘냐 비겁자로 욕먹을쏘냐 적이 멸망할 그때까지 진격하라 진격하라 모두 다함께 번쩍이는 칼을 빼어들고 죽을 각오로 진격하라     |